# Castillo de O
El Castillo de O es un castillo situado en la comuna de Mortrée, en el departamento de Orne, en la región de Normandía en Francia. El castillo se alza sobre las que fueran las tierras de Roberto de O. Su construcción fue iniciada por Roberto VII de O en el lugar de las ruinas de una fortaleza del siglo XI. Cuando este fue asesinado, Roberto VII de O se hizo cargo de la obra; seguido por Juan I de O y Juan II de O. Posteriormente fue decorado por Carlos II de O en el siglo XV y luego por Francisco de O en el siglo XVI. Este último, cubierto de deudas por su alto nivel de vida, llevará al castillo a la bancarrota. 
El castillo fue comprado por la familia Montagu en 1647 y pasó luego a las manos de la familia Roques en 1795. La propiedad fue vendida y loteada en 1878 y no fue hasta que fue clasificado como Monumento histórico de Francia en 1964 que se emprendió su restauración arquitectónica por parte de Jacques de Lacretelle en 1973.
El castillo está construido sobre pilotes, en una isla en medio de un estanque rodeada por un foso con puentes.El recinto rectangular, flanqueado por dos torres, encierra un patio con una galería en el primer piso, las arcadas tienen columnas talladas. La pasarela podría datar del primer Renacimiento francés. El castillo también incluye un pabellón renacentista, un invernadero y una capilla del siglo XIX. Los jardines se componen de camas de césped y un huerto rodeado de muros. El parque del castillo tiene un molino y está rodeado por muros de cierre con puertas y vallas.  
El castillo y partes del parque fueron protegidos como monumentos históricos desde la década de 1960. En primer lugar, por decreto del 17 de septiembre de 1964, el castillo, el palomar, así como las fachadas y los tejados del edificio paralelo al castillo se clasifican como monumentos históricos; la capilla y las fachadas y los tejados del edificio de los naranjos figuran en el inventario suplementario de monumentos históricos. Luego las fachadas y los techos de los edificios de la granja del castillo se registran por decreto del 29 de agosto de 1977. Por último, el parque del castillo, es decir: los muros del recinto, las puertas y sus portones, las avenidas, los lechos de césped, las huertas de frutas y verduras y sus muros, el sistema hidráulico que incluye el río, los canales y sus puentes, los saltos del lobo, el foso y sus puentes, el estanque y su isla, el río del molino con sus compuertas, las fachadas y los techos del molino, la casa puente y el carro son objeto de una última inscripción como monumentos históricos por decreto de 22 de mayo de 2002.
- Datos: Q2242766
- Multimedia: Château d'O / Q2242766